# Primer ministre de Portugal
El Primer ministre de Portugal és el cap de govern de la República de Portugal.

## Regne de Portugal (1834-1910)
| 1  | Pedro de Sousa Holstein, Marquès i comte Palmela (1r mandat)                                                       | 24 de setembre de 1834 - 4 de maig de 1835     | ""Chamorro""               |
| 2  | Vitório Maria Francisco de Sousa Coutinho Teixeira de Andrade Barbosa, comte de Linhares                           | 4 de maig de 1835 - 27 de maig de 1835         | ""Chamorro""               |
| 3  | João Carlos Gregório Vicente Francisco de Saldanha Oliveira e Daun, Marquès de Saldanha (1r mandat)                | 27 de maig de 1835 - 18 de novembre de 1835    | Independent                |
| 4  | José Jorge Loureiro                                                                                                | 18 de novembre de 1835 - 20 d'abril de 1836    | Independent                |
| 5  | António José de Sousa Manoel Menezes Severim de Norona, Duc de Terceira i marquès de Vila Flor (1r mandat)         | 20 d'abril de 1836 - 10 de setembre de 1836    | ""Chamorro""               |
| 6  | José Manuel de Cunha Faro Menezes Portugal Gama Caneiro e Sousa, comte de Lumiares                                 | 10 de setembre de 1836 - 4 de novembre de 1836 | Setemberista               |
| 7  | José Bernadino de Portugal e Castro, marquès de Valença i comte de Vimioso                                         | 4 de novembre de 1836 - 5 de novembre de 1836  | Independent                |
| 8  | Bernardo de Sá Nogueira de Figueiredo, Vescomte de Sá Bandeira (1r mandat)                                         | 5 de novembre de 1836 - 1 de juny de 1837      | Setemberista               |
| 9  | António Dias de Oliveira                                                                                           | 1 de juny de 1837 - 2 d'agost de 1837          | Setemberista               |
| 10 | Bernardo de Sá Nogueira de Figueiredo, Vescomte de Sá Bandeira (2n mandat)                                         | 2 d'agost de 1837 - 18 d'abril de 1839         | Setemberista               |
| 11 | Rodrigo Pinto Pizarro de Almeida Carvalhais, Baró de Ribeira de Sabrosa                                            | 18 d'abril de 1839 - 26 de novembre de 1839    | Setemberista               |
| 12 | José Lucio Travassos Valdez, comte de Bonfim                                                                       | 26 de novembre de 1839 - 9 de juny de 1841     | "Setemberista"             |
| 13 | Joaquim Antonio de Aguiar                                                                                          | 9 de juny de 1841 - 7 de febrer de 1842        | "Setemberista"             |
| 14 | Pedro de Sousa Holstein, marquès de Palmela (2n mandat)                                                            | 7 de febrer de 1842 - 9 de febrer de 1842      | Independent                |
| 15 | António José de Sousa Manoel Menezes Severim de Norona, Duc de Terceira i marquès de Vila Flor (2n mandat)         | 9 de febrer de 1842 -20 de maig de 1846        | Cartista                   |
| 16 | Pedro de Sousa Holstein (3r mandat)                                                                                | 20 de maig de 1846 - 6 d'octubre de 1846       | Cartista                   |
| 17 | João Carlos Gregório Domingos Vicente Francisco de Saldanha Oliveira e Daun, marquès i Duc de Saldanha (2n mandat) | 6 d'octubre de 1846 - 18 de juny de 1849       | Cartista                   |
| 18 | António Bernardo da Costa Cabral, comte de Tomar                                                                   | 18 de juny de 1849 - 26 d'abril de 1851        | Cartista                   |
| 19 | António José de Sousa Manoel Menezes Severim de Norona, Duc de Terceira i marquès de Vila Flor (3r mandat)         | 16 d'abril de 1851 - 1 de maig de 1851         | Partit Regenerador         |
| 20 | João Carlos Gregório Domingos Vicente Francisco de Saldanha Oliveira e Daun, marquès i Duc de Saldanha (3r mandat) | 1 de maig de 1851 - 6 de juny de 1856          | Partit Regenerador         |
| 21 | Nuno José Severo de Mendoça Rolim de Moura Barreto, marquès de Loulé                                               | 6 de juny de 1856 - 19 de març de 1859         | Partit Històric            |
| 22 | António José de Sousa Manoel Menezes Severim de Norona, Duc de Terceira i marquès de Vila Flor (4t mandat)         | 19 de març de 1859 - 1 de maig de 1860         | Partit Regenerador         |
| 23 | Joaquim António de Aguiar (1r mandat)                                                                              | 1 de maig de 1860 - 4 de juliol de 1860        | Partit Regenerador         |
| 24 | Nuno José Severo de Mendoça Rolim de Moura Barreto, marquès de Loulé (1r mandat)                                   | 4 de juliol de 1860 - 17 d'abril de 1865       | Partit Històric            |
| 25 | Bernardo de Sá Nogueira de Figueiredo, Vescomte de Sá Bandeira (3r mandat)                                         | 17 d'abril de 1865 - 4 de setembre de 1865     | Partit Reformista          |
| 26 | Joaquim António de Aguiar (2n mandat)                                                                              | 4 de setembre de 1865 - 4 de gener de 1868     | Partit Regenerador         |
| 27 | António José de Ávila, comte d'Àvila (1r mandat)                                                                   | 4 de gener de 1868 - 22 de juliol de 1868      | Independent                |
| 28 | Bernardo de Sá Nogueira de Figueiredo, Vescomte de Sá Bandeira (4t mandat)                                         | 22 de juliol de 1868 - 11 d'agost de 1869      | Partit Reformista          |
| 29 | Nuno José Severo de Mendoça Rolim de Moura Barreto, marquès de Loulé (2n mandat)                                   | 11 d'agost de 1869 - 19 de maig de 1870        | Partit Històric            |
| 30 | João Carlos Gregório Domingos Vicente Francisco de Saldanha Oliveira e Daun, marquès i Duc de Saldanha (4t mandat) | 19 de maig de 1870 - 29 d'agost de 1870        | Partit Regenerador         |
| 31 | Bernardo de Sá Nogueira de Figueiredo, Vescomte de Sá Bandeira (5è mandat)                                         | 29 d'agost de 1870 - 29 d'octubre de 1870      | Partit Reformista          |
| 32 | António José de Ávila, comte d'Àvila (2n mandat)                                                                   | 29 d'octubre de 1870 - 13 de setembre de 1871  | Partit Reformista          |
| 33 | António Maria de Fontes Pereira de Melo (1r mandat)                                                                | 13 de setembre de 1871 - 6 de març de 1877     | Partit Regenerador         |
| 34 | António José de Ávila, comte d'Àvila (3r mandat)                                                                   | 6 de març de 1877 - 26 de gener de 1878        | Partit Reformista          |
| 35 | António Maria de Fontes Pereira de Melo (2n mandat)                                                                | 26 de gener de 1878 - 29 de maig de 1879       | Partit Regenerador         |
| 36 | Anselmo José Braacamp de Almeida Castelo Branco                                                                    | 29 de maig de 1879 - 23 de març de 1881        | Partit Progressista        |
| 37 | Antonio Rodrigues Sampaio                                                                                          | 23 de març de 1881 - 14 de novembre de 1881    | Partit Regenerador         |
| 38 | António Maria de Fontes Pereira de Melo (3r Mandat)                                                                | 14 de novembre de 1881 - 16 de febrer de 1886  | Partit Regenerador         |
| 39 | José Luciano de Castro Pereira Côrte-Real (1r mandat)                                                              | 16 de febrer de 1886 - 14 de gener de 1890     | Partit Progressista        |
| 40 | António de Serpa Pimentel                                                                                          | 14 de gener de 1890 - 11 d'octubre de 1890     | Partit Regenerador         |
| 41 | João Crisóstomo de Abreu e Sousa                                                                                   | 11 d'octubre de 1890 - 18 de juny de 1892      | Independent                |
| 42 | José Dias Ferreira                                                                                                 | 18 de juny de 1892 - 22 de febrer de 1893      | Independent                |
| 43 | Ernesto Rudolfo Hintze Ribeiro (1r mandat)                                                                         | 22 de febrer de 1893 - 5 de febrer de 1897     | Partit Regenerador         |
| 44 | José Luciano de Castro Pereira Côrte-Real (2n mandat)                                                              | 5 de febrer de 1897 - 26 de juliol de 1900     | Partit Progressista        |
| 45 | Ernesto Rudolfo Hintze Ribeiro (2n mandat)                                                                         | 26 de juliol de 1900 -20 d'octubre de 1904     | Partit Regenerador         |
| 46 | José Luciano de Castro Pereira Côrte-Real (3r mandat)                                                              | 20 d'octubre de 1904 - 19 de març de 1906      | Partit Progressista        |
| 47 | Ernesto Rudolfo Hintze Ribeiro (3r mandat)                                                                         | 19 de març de 1906 - 19 de maig de 1906        | Partit Regenerador         |
| 48 | João Ferreira Franco Pinto Castelo-Branco                                                                          | 19 de maig de 1906 - 4 de febrer de 1908       | Partit Liberal-regenerador |
| 49 | Francisco Joaquim Ferreira do Amaral                                                                               | 4 de febrer de 1908 - 26 de desembre de 1908   | Independent                |
| 50 | Artur Alberto de Campos Henriques                                                                                  | 4 de febrer de 1908 - 11 d'abril de 1909       | Independent                |
| 51 | Sebastião Custódio de Sousa Teles                                                                                  | 11 d'abril de 1909 - 14 de maig de 1909        | Independent                |
| 52 | Wenceslau de Sousa Pereira de Lima                                                                                 | 14 de maig de 1909 - 22 de desembre de 1909    | Independent                |
| 53 | Francisco António de Veiga Beirão                                                                                  | 22 de desembre de 1909 - 26 de juny de 1910    | Partit Regenerador         |
| 54 | António Teixeira de Sousa                                                                                          | 26 de juny de 1910 - 5 d'octubre de 1910       | Partit Regenerador         |

## Primera República de Portugal (1910-1926)
| 55 (1)  | Joaquim Teófilo Fernandes Braga              | 5 d'octubre de 1910 - 24 d'agost de 1911        | Partit Republicà Portuguès                             |
| 56 (2)  | João Pinheiro Chagas (1r mandat)             | 24 d'agost de 1911 - 13 de novembre de 1911     | Partit Republicà Portuguès                             |
| 57 (3)  | Augusto César de Almeida Vasconcelos Correia | 13 de novembre de 1911 - 16 de juny de 1912     | Partit Republicà Portuguès                             |
| 58 (4)  | Duarte Leite Pereira da Silva                | 16 de juny de 1912 - 9 de gener de 1913         | Partit Republicà Portuguès                             |
| 59 (5)  | Afonso Augusto da Costa (1r mandat)          | 9 de gener de 1913 - 9 de febrer de 1914        | Partit Democràtic de Portugal                          |
| 60 (6)  | Bernadino Luís Machado Guimarães (1r mandat) | 9 de febrer de 1914 - 12 de desembre de 1914    | Partit Democràtic de Portugal                          |
| 61 (7)  | Vítor Hugo de Azevedo Coutinho               | 12 de desembre de 1914 - 28 de gener de 1915    | Partit Democràtic de Portugal                          |
| 62 (8)  | Joaquim Pereira Pimenta de Castro            | 28 de gener de 1915 - 14 de maig de 1915        | Independent                                            |
| No      | Junta Constitucional                         | 14 de maig de 1915 - 15 de maig de 1915         | Independent                                            |
| No      | João Pinheiro Chagas (2n Mandat)             | 15 de maig de 1915 - 17 de maig de 1915         | Independent                                            |
| 63 (9)  | José Ribeiro de Castro                       | 17 de maig de 1915 - 29 de novembre de 1915     | Partit Democràtic de Portugal                          |
| 64 (10) | Afonso Augusto da Costa (2n mandat)          | 29 de novembre de 1915 - 16 de març de 1916     | Partit Democràtic de Portugal                          |
| 65 (11) | António José de Almeida                      | 16 de març de 1916 - 25 d'abril de 1917         | Unió Sacra de Portugal                                 |
| 66 (12) | Afonso Augusto da Costa (3r mandat)          | 25 d'abril de 1917 - 8 de desembre de 1917      | Partit Democràtic de Portugal                          |
| 67 (13) | Sidónio Bernadino Cardoso da Silva Pais      | 8 de desembre de 1917 -14 de desembre de 1918   | Partit Nacional Republicà de Portugal                  |
| 68 (14) | João do Canto e Castro Silva Antunes Júnior  | 14 de desembre de 1917 - 23 de desembre de 1917 | Partit Nacional Republicà de Portugal                  |
| 69 (15) | João Termagnini de Sousa Barbosa             | 23 de desembre de 1917 - 27 de gener de 1919    | Partit Nacional Republicà de Portugal                  |
| 70 (16) | José Maria Mascarenhas Relvas                | 27 de gener de 1919 - 30 de març de 1919        | Independent                                            |
| 71 (17) | Domingos Leite Pereira (1r mandat)           | 30 de març de 1919 - 30 de juny de 1919         | Independent                                            |
| 72 (18) | Alfredo Ernesto de Sá Cardoso (1r mandat)    | 30 de juny de 1919 - 15 de gener de 1920        | Partit Democràtic de Portugal                          |
| No      | Francisco José Fernandes Costa               | 15 de gener de 1920 - 15 de gener de 1920       | Partit Liberal Republicà de Portugal                   |
| No      | Alfredo Ernesto de Sá Cardoso (2n mandat)    | 15 de gener de 1920 - 21 de gener de 1920       | Partit Democràtic de Portugal                          |
| 73 (19) | Domingos Leite Pereira (2n mandat)           | 21 de gener de 1920 - 8 de març de 1920         | Independent                                            |
| 74 (20) | António Maria Baptista                       | 8 de març de 1920 - 6 de juny de 1920           | Partit Democràtic de Portugal                          |
| 75 (21) | José Ramos Preto                             | 6 de juny de 1920 - 26 de juny de 1920          | Partit Democràtic de Portugal                          |
| 76 (22) | António Maria da Silva (1r mandat)           | 26 de juny de 1920 - 19 de juliol de 1920       | Partit Democràtic de Portugal                          |
| 77 (23) | António Joaquim Granjo (1r mandat)           | 19 de juliol de 1920 - 20 de novembre de 1920   | Partit Liberal Republicà de Portugal                   |
| 78 (24) | Álvaro Xavier de Castro (1r mandat)          | 20 de novembre de 1920 - 30 de novembre de 1920 | Partit Nacional Reconstitucional Republicà de Portugal |
| 79 (25) | Liberato Damião Pinto                        | 30 de novembre de 1920 - 2 de març de 1921      | Partit Democràtic de Portugal                          |
| 80 (26) | Bernadino Luís Machado Guimarães (2n mandat) | 2 de març de 1921 - 23 de maig de 1921          | Partit Democràtic de Portugal                          |
| 81 (27) | Tomé José de Barros Queiros                  | 23 de maig de 1921 - 30 d'agost de 1921         | Partit Liberal Republicà de Portugal                   |
| 82 (28) | António Joaquim Granjo (2n mandat)           | 30 d'agost de 1921 - 19 d'octubre de 1921       | Partit Liberal Republicà de Portugal                   |
| 83 (29) | Manuel Maria Coelho                          | 19 d'octubre de 1921 - 5 de novembre de 1921    | Independent                                            |
| 84 (30) | Carlos Henrique da Silva Maia Pinto          | 5 de novembre de 1921 - 16 de desembre de 1921  | Independent                                            |
| 85 (31) | Francisco Pinto da Cunha Leal                | 16 de desembre de 1921 - 7 de febrer de 1922    | Independent                                            |
| 86 (32) | António Maria da Silva (2n mandat)           | 7 de febrer de 1922 - 15 de novembre de 1923    | [[Partit Democràtic de Portugal]]                      |
| 87 (33) | António Ginestal Machado                     | 15 de novembre de 1922 - 18 de desembre de 1923 | Partit Nacionalista Republicà de Portugal              |
| 88 (34) | Álvaro Xavier de Castro (2n Mandat)          | 18 de desembre de 1923 - 7 de juliol de 1924    | Partit Nacionalista Republicà de Portugal              |
| 89 (35) | Alfredo Rodrigues Gaspar                     | 7 de juliol de 1924 - 22 de novembre de 1924    | Partit Democràtic de Portugal                          |
| 90 (36) | José Domingues dos Santos                    | 22 de novembre de 1924 - 15 de febrer de 1925   | Partit Democràtic d'Esquerres Republicà de Portugal    |
| 91 (37) | Vitorino Máximo Carvalho Guimarães           | 15 de febrer de 1925 - 1 de juliol de 1925      | Independent                                            |
| 92 (38) | António Maria da Silva (3r mandat)           | 1 de juliol de 1925 - 1 d'agost de 1925         | Partit Democràtic de Portugal                          |
| 93 (39) | Domingos Leite Pereira (3r mandat)           | 1 d'agost de 1925 - 18 de desembre de 1925      | Partit Democràtic de Portugal                          |
| 94 (40) | António Maria da Silva (4t mandat)           | 18 de desembre de 1925 - 30 de maig de 1926     | Partit Democràtic de Portugal                          |

## Segona República Portuguesa "Ditadura Nacional" (1926-1932)
| 95 (1)  | José Mendes Cabeçadas Júnior               | 30 de maig de 1926 - 19 de juny de 1926   | No                       |
| 96 (2)  | Manuel de Oliveira Gomes da Costa          | 19 de juny de 1926 - 9 de juliol de 1926  | No                       |
| 97 (3)  | António Óscar de Fragoso Carmona           | 9 de juliol de 1926 - 18 d'abril de 1928  | No                       |
| 98 (4)  | José Vicente de Freitas                    | 18 d'abril de 1928 - 8 de juliol de 1929  | No                       |
| 99 (5)  | Artur Ivens Ferraz                         | 8 de juliol de 1929 - 21 de gener de 1930 | No                       |
| 100 (6) | Domingos Augusto Alves da Costa e Oliveira | 21 de gener de 1930 - 5 de juliol de 1932 | Unió Nacional Portuguesa |

## Segona República Portuguesa "Estado Novo" (1932-1974)
| 101 (7) | António de Oliveira Salazar      | 5 de juliol de 1932 - 25 de setembre de 1968 | Unió Nacional Portuguesa |
| 102 (8) | Marcello das Neves Alves Caetano | 25 de setembre de 1968 - 25 d'abril de 1974  | Unió Nacional Portuguesa |

## Tercera República Portuguesa (1974-actualitat)
| No       | Junta de Salvació Nacional                       | 25 d'abril de 1974 - 16 de maig de 1974       | No                              |
| 103 (1)  | Adelino da Palma Carlos                          | 16 de maig de 1974 - 18 de juliol de 1974     | Independent                     |
| 104 (2)  | Vasco dos Santos Gonçalves                       | 18 de juliol de 1974 - 19 de setembre de 1975 | Independent                     |
| 105 (3)  | José Baptitsa Pinheiro de Azevedo                | 19 de setembre de 1975 - 23 de juny de 1976   | Independent                     |
| 106 (4)  | Vasco Leotte de Almeida e Costa (interí)         | 23 de juny de 1976 - 23 de juliol de 1976     | Independent                     |
| 107 (5)  | Mário Alberto Nobre Lopes Soares (1r mandat)     | 23 de juliol de 1976 - 28 d'agost de 1978     | Partit Socialista de Portugal   |
| 108 (6)  | Alfredo Jorge Nobre da Costa                     | 28 d'agost de 1978 - 22 de novembre de 1978   | Independent                     |
| 109 (7)  | Carlos Mota Pinto                                | 22 de novembre de 1978 - 1 d'agost de 1979    | Independent                     |
| 110 (8)  | Maria de Lourdes Ruivo da Silva Matos Pintasilgo | 1 d'agost de 1979 - 3 de gener de 1980        | Independent                     |
| 111 (9)  | Francisco Manuel Lumbrales de Sá Carneiro        | 2 de gener de 1980 - 4 de desembre de 1980    | Aliança Democràtica de Portugal |
| 112 (10) | Diogo Pinto de Freitas do Amaral (interí)        | 4 de desembre de 1980 - 9 de gener de 1981    | Aliança Democràtica de Portugal |
| 113 (11) | Francisco José Pereira Pinto Balsemão            | 9 de gener de 1981 - 9 de juny de 1983        | Aliança Democràtica de Portugal |

| #   | Primer Ministre | Primer Ministre                   | Mandat                                       | Partit polític | Partit polític         | President de la República |
| --- | --------------- | --------------------------------- | -------------------------------------------- | -------------- | ---------------------- | ------------------------- |
| 111 |                 | Mário Soares (1924-2017)          | 9 de juny de 1983 - 6 de novembre de 1985    |                | Partit Socialista      |                           |
| 112 |                 | Aníbal Cavaco Silva (1939-)       | 6 de novembre de 1985 - 28 d'octubre de 1995 |                | Partit Socialdemòcrata |                           |
| 113 |                 | António Guterres (1949-)          | 28 d'octubre de 1995 - 6 d'abril de 2002     |                | Partit Socialista      |                           |
| 114 |                 | José Manuel Durão Barroso (1956-) | 6 d'abril de 2002 - 17 de juliol de 2004     |                | Partit Socialdemòcrata |                           |
| 115 |                 | Pedro Santana Lopes (1956-)       | 17 de juliol de 2004 - 12 de març de 2005    |                | Partit Socialdemòcrata |                           |
| 116 |                 | José Sócrates (1957-)             | 12 de març de 2005 - 21 de juny de 2011      |                | Partit Socialista      |                           |
| 117 |                 | Pedro Passos Coelho (1964-)       | 21 de juny de 2011 - 26 de novembre de 2015  |                | Partit Socialdemòcrata |                           |
| 118 |                 | António Costa (1961-)             | 26 de novembre de 2015 - 2 d'abril de 2024   |                | Partit Socialista      |                           |
| 119 |                 | Luís Montenegro (1973-)           | 2 d'abril de 2024 - En el càrrec             |                | Partit Socialdemòcrata |                           |